# Dechloran 603
Dechloran 603 (Abkürzung Dec 603) ist eine chemische Verbindung, die als Flammschutzmittel verwendet wird. Es ist strukturell mit Dechloran Plus und Dechloran 602 verwandt.

## Gewinnung und Darstellung
Dechloran 603 kann mittels Diels-Alder-Reaktion von zwei Äquivalenten Hexachlorcyclopentadien und einem Äquivalent Norbornadien dargestellt werden. Auch durch eine Reaktion von Aldrin mit Hexachlorcyclopentadien wird Dechloran 603 erhalten.
So ist Dechloran 603 denn auch in Aldrin und Dieldrin technischer Qualität enthalten.

## Verwendung
Dechloran 603 und weitere strukturverwandte Stoffe wurden als Ersatz für Mirex (auch Dechloran genannt) als Flammschutzmittel eingesetzt.

## Umweltrelevanz
Dechloran 603 wurde in Sedimentproben der Großen Seen gefunden. Im Untersuchungszeitraum von 1985 bis 2016 wurden diverse biologische Matrices aus der Umweltprobenbank des Bundes auf Dechloran 603 hin untersucht.